# Schefflera zhuana
Schefflera zhuana är en araliaväxtart som beskrevs av Porter Prescott Lowry och Chih Bei Shang. Schefflera zhuana ingår i släktet Schefflera och familjen araliaväxter.
Artens utbredningsområde är Tibet. Inga underarter finns listade.